# Regnery Publishing
Regnery Publishing es una casa editorial de libros políticamente conservadora con sede en Washington D. C. La empresa fue fundada por Henry Regnery en 1947, es una editorial de Salem Media Group, está dirigida por el presidente y editor Thomas Spence. Regnery ha publicado libros del expresidente del Partido Republicano Haley Barbour, Ann Coulter, Sarah Palin, el ex-Presidente de la Cámara de Representantes de los Estados Unidos Newt Gingrich, la columnista Michelle Malkin, Robert Spencer, el escritor David Horowitz, el senador estadounidense Ted Cruz, el ex-vicepresidente estadounidense Mike Pence y Barbara Kay Bracher.

## Historia
Regnery Publishing ha existido como una serie de empresas asociadas con Henry Regnery. La primera, Henry Regnery Company, se fundó en Chicago en 1947 y se dividió en 1977, formando Regnery Gateway Inc. y Contemporary Books Inc. Bajo el liderazgo del hijo de Henry Regnery, Alfred Regnery, Regnery Gateway se convirtió en la editorial actual Regnery.

### Henry Regnery Company (1947-1977)
Después de ayudar a fundar Human Events como un boletín semanal, Regnery comenzó a publicar folletos y libros mensuales. Algunos de los primeros panfletos que publicó, incluida una reimpresión de un discurso del presidente de la Universidad de Chicago, Robert Maynard Hutchins, criticaron el duro trato de los alemanes y japoneses tanto en las actitudes populares como en la administración de posguerra de los países del antiguo Eje.
Regnery publicó los folletos y algunos libros bajo el nombre de Human Events Associates, en 1946. Comenzó a publicar bajo su propio nombre en septiembre de 1947. El primer libro publicado por Henry Regnery Company fue el del socialista Víctor Gollancz, que dirigía el Left Book Club en Gran Bretaña. Gollancz, un hombre de herencia judía, estaba consternado por el bombardeo de civiles alemanes al final de la guerra y por el tratamiento del país después. Gollancz publicó: In Darkest Germany, en Reino Unido, pero no pudo encontrar un editor estadounidense para sus impopulares ideas. Se acercó a Regnery, quien accedió a publicarlo. Posteriormente, Regnery publicó la edición estadounidense de: Our Threatened Values, de Gollancz. 
El tercer libro de Regnery fue The Hitler in Ourselves, de Max Picard. Otros libros tempranos incluyeron: The German Opposition to Hitler, del nacionalista alemán Hans Rothfels, y The High Cost of Vengeance (1949) de Freda Utley, que criticaba la campaña aérea de los Aliados y la ocupación de posguerra. El libro de Utley fue el primer libro de Regnery en ser reseñado en The New York Times, donde fue criticado. Reinhold Niebuhr le dio una crítica positiva en la revista The Nation.
La empresa fue fundada como una corporación sin fines de lucro. Regnery escribió más tarde que inicialmente se organizó de esa manera, "no porque tuviera alguna objeción ideológica a las ganancias, sino porque, como me parecía entonces, y me lo sigue pareciendo, en materia de excelencia, el mercado es un pobre juez, y los libros más necesarios suelen ser los que se venden menos". El Servicio de Impuestos Internos de Estados Unidos obligó a la empresa a reorganizarse como una corporación con fines de lucro el 1 de marzo de 1948. Regnery contrató a sus primeros empleados ese año.

### Libros conservadores y anticomunistas
Regnery publicó algunos de los primeros y más importantes libros del movimiento conservador estadounidense en la posguerra. "Era una medida del control que los editores de mentalidad liberal tenían sobre las publicaciones estadounidenses, en un momento en el que Regnery, fundada en 1947, era una de las pocas editoriales conocidas por simpatizar con los autores conservadores", según el periódico The New York Times. 
En 1951, Regnery publicó God and Man at Yale, el primer libro escrito por William F. Buckley, Jr., en ese momento, Regnery tenía una afiliación cercana con la Universidad de Chicago, y publicó los clásicos de la serie Great Books en la Universidad, pero perdió el contrato como resultado de la publicación del libro de Buckley. 
En 1953, Regnery publicó The Conservative Mind, un libro fundamental para el conservadurismo estadounidense posterior a la Segunda Guerra Mundial, así como libros de Albert Jay Nock, James J. Kilpatrick, James Burnham y Whittaker Chambers. También publicó ediciones en rústica de obras literarias de autores como el novelista Wyndham Lewis y los poetas T.S. Eliot y Ezra Pound. 
En 1954, Regnery publicó McCarthy and His Enemies de William F. Buckley Jr. y L. Brent Bozell Jr. "Aunque el Sr. Buckley había criticado al senador por sus grandes exageraciones, McCarthy dijo que no cuestionaría el mérito del libro ni a sus autores", según un artículo de The New York Times. Mientras criticaba al senador McCarthy, el libro simpatizaba con él (y de hecho era más duro con los críticos de McCarthy que con el senador por hacer acusaciones falsas), y McCarthy asistió a una recepción para los autores.
A principios de la década de 1950, Regnery publicó dos libros de Robert Welch, quien fundó la John Birch Society en 1958. En May God Forgive Us, Welch criticó a influyentes analistas y legisladores de política exterior, y acusó a muchos de trabajar para promover el comunismo como parte de una conspiración.
En 1954, Regnery publicó la biografía de Welch de John Birch, un misionero bautista estadounidense en China que fue asesinado por los comunistas chinos, después de convertirse en oficial de inteligencia de los Estados Unidos en la Segunda Guerra Mundial.

### Regnery Gateway (1977-1993)
En 1977, Henry Regnery Company se separó, y Henry Regnery se mudó a Washington D. C. para formar Regnery Gateway Inc., se llevó muchos de los derechos de Henry Regnery Company sobre libros políticos, filosóficos, psicológicos y religiosos, junto con algunos títulos selectos de  otros géneros y la marca comercial de la serie Gateway Editions. La Henry Regnery Company original permaneció en Chicago y pasó a llamarse Contemporary Books.  
Contemporary fue comprada por Tribune Company y se fusionó con Compton's Multimedia Publishing Group, para formar Tribune Education, que fue adquirida en 2000 por McGraw-Hill. En la década de 1980, Alfred S. Regnery, el hijo de Henry Regnery, tomó el control de Regnery Gateway.

### Regnery Publishing (1993-presente)
En 1993, la familia Regnery vendió la editorial a Phillips Publishing International, que instaló la editorial de libros en su subsidiaria Eagle Publishing, que también publicó el semanario Human Events. En ese momento, Regnery Gateway pasó a llamarse Regnery Publishing Inc. Alfred Regnery dejó su puesto como presidente de Regnery Publishing en la década de 2000, para convertirse en el editor de la revista The American Spectator. Alex Novak, hijo del columnista político Robert Novak, es el editor asociado del sello histórico de Regnery. En enero de 2014, Regnery fue adquirida junto con otras propiedades de Eagle Publishing por Salem Communications.
El 18 de julio de 2018, Simon & Schuster emitió un comunicado de prensa anunciando un acuerdo de distribución internacional con Regnery Publishing para comenzar en julio de 2018. De acuerdo con los términos del acuerdo, Regnery retuvo la responsabilidad de las ventas y la distribución de sus títulos dentro de los Estados Unidos, mientras que Simon & Schuster comenzó a gestionar las ventas y la distribución en Canadá y en los mercados de exportación de todo el Mundo.
Después de que el senador Josh Hawley perdiera un contrato editorial con Simon & Schuster, a raíz del asalto al Capitolio de los Estados Unidos en 2021, por su papel en objetar la certificación de los resultados del colegio electoral en las elecciones presidenciales de 2020, Regnery Publishing dijo que publicaría el libro de Hawley.

## Recepción
Regnery publicó Unlimited Access: An FBI Agent Inside The Clinton White House (1996) de Gary Aldrich, quien había escrito sobre un incidente en el que Clinton ordenó colgar en el árbol un lote de obras de arte de los estudiantes sin examinar su idoneidad.
Al describir la posición de Regnery en el mundo editorial, Nicholas Confessore, entonces escritor de The American Prospect, escribió lo siguiente: 
"Bienvenido al mundo de Regnery Publishing: Un estilo de prensa conservadora, el impresor preferido de los aspirantes a presidenciales y el venerable editor de libros para las guerras culturales. Llámalo, sin gracia pero con más precisión, una red medianamente ligada de tipos conservadores, con pocos grados de separación y objetivos políticos similares, simplemente no lo llames conspiración".

## Demanda por derechos de autor
En noviembre de 2007, Jerome Corsi, Bill Gertz, Robert (Buzz) Patterson, Joel Mowbray y Richard Miniter, cinco autores cuyas obras han sido publicadas por Regnery, presentaron una demanda alegando que Regnery "orquesta y participa en un fraudulento, engañosamente oculto y propio  esquema de negociación para desviar las ventas de libros de los puntos de venta al por menor y hacia las organizaciones subsidiarias de propiedad total de Eagle Publishing, la empresa matriz de Regnery. 
Miniter dijo que eso significaba que, aunque recibía alrededor de $ 4,25 por ejemplar cuando sus libros se vendían en una librería o a través de un minorista en línea, solo ganaba alrededor de 10 centavos por ejemplar cuando sus libros se vendían a través del Conservative Book Club u otros canales propiedad de Eagle. El 30 de enero de 2008, un juez federal desestimó los ocho cargos de la demanda porque los autores habían firmado contratos con Regnery que incluían una cláusula de arbitraje obligatorio en sus contratos.
Los autores han solicitado un arbitraje con la empresa. En diciembre de 2011, la agencia de arbitraje estadounidense emitió su fallo sobre el caso de arbitraje presentado por tres de los cinco autores (Miniter, Corsi y Mowbray) contra Regnery. La agencia de arbitraje falló a favor de Regnery en todos los aspectos.